# Új Néppárt
Az Új Néppárt (japánul 国民新党, a japán nevek átírása alapján Kokumin Sintó) politikai párt Japánban.